# Scandix australis
Scandix australis là một loài thực vật có hoa trong họ Hoa tán. Loài này được miêu tả khoa học đầu tiên.